# Synalpheus lani
Synalpheus lani is een garnalensoort uit de familie van de Alpheidae. De wetenschappelijke naam van de soort is voor het eerst geldig gepubliceerd in 2005 door Hermoso & Alvarez.